# Factores próximos
En economía, los factores próximos de un cambio económico son aquellos que tienen una incidencia directa sobre dicho cambio, en los que incluimos todos aquellos efectos de la acción humana. Son por tanto las causas más cercanas de dicho cambio.
En el caso de la Revolución Industrial en Inglaterra algunos de los factores próximos fueron:
- El uso de nuevas fuentes de energía, es decir, el paso de una economía orgánica a una economía inorgánica en la que la principal fuente de energía pasó a ser el carbón, del cual existían numerosos yacimientos en Inglaterra, Gales y Escocia.
- El maquinismo llevado a cabo en Inglaterra desde el descubrimiento de la máquina de vapor atmosférica de Newcomen en 1713, y que primero se desarrolló en la industria textil.
- La creación de fábricas para utilizar las máquinas de la forma más eficiente (economías de escala).
- El control de la producción había estado en manos del trabajador (San Lunes) por lo que se impuso un sistema económico en el que las máquinas o los patronos impondrían el ritmo de trabajo.
- Existió un cambio en el sistema financiero británico que favoreció una mayor inversión de capital en el sector secundario gracias a la alta tasa de ahorro existente en el país, a la creación de sociedades anónimas y a la aparición de bancos comprometidos con la industria.

- Datos: Q5854443